# アクロン・ジップス

アクロン・カラーのMACのロゴ

アクロン・ジップス（英: Akron Zips）は、アメリカ合衆国のアクロン大学のスポーツ競技チーム。NCAAディビジョンI所属。

## 競技チーム
| 男子スポーツ                            | 女子スポーツ     |
| --------------------------------------- | ---------------- |
| 野球                                    | バスケットボール |
| バスケットボール                        | クロスカントリー |
| フットボール                            | ゴルフ           |
| サッカー                                | ラクロス         |
| 陸上†                                   | サッカー         |
|                                         | ソフトボール     |
|                                         | 水泳・飛込       |
|                                         | 陸上†            |
|                                         | バレーボール     |
| 男女混合スポーツ                        |                  |
| ライフル射撃                            |                  |
| †屋外競技チームと室内競技チームがある。 |                  |